# 伊苏瓦尔
伊苏瓦尔（法語：Issoire，法語：[iswaʁ] ⓘ），法国中南部城市，奧弗涅-羅訥-阿爾卑斯大區多姆山省的一个市镇，同时也是该省的一个副省会，下辖伊苏瓦尔区，其市镇面积为19.69平方公里，2022年1月1日时人口数量为15078人，在法国城市中排名第647位。
伊苏瓦尔位于多姆山省南部，阿列河左岸，是一个区域性的中心城市和交通枢纽。

## 地名来源

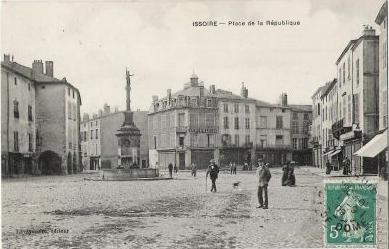
20世纪初的伊苏瓦尔

“伊苏瓦尔”一名出现于公元6世纪，来源于其拉丁语写法，意为“人的城市”，为一个高卢部落。在法国大革命以前，伊苏瓦尔的首字母“I”被书写为“Y”，即。

## 历史
伊苏瓦尔历史悠久，当地出土的文物表明这一地区早在高卢时期就已出现人类活动。公元3世纪，都爾的額我略在此主持兴建了一处修道院，后成为伊苏瓦尔圣奥斯特雷莫尼乌斯堂。中世纪时期，伊苏瓦尔长期为克莱蒙教区的领土，多次受到外敌入侵。宗教战争时期，伊苏瓦尔成为新教徒的一个活动中心，1577年天主教军队在此展开了围城战，使得伊苏瓦尔市区多处建筑和街道被毁，但战后逐渐完成了恢复重建。法国大革命后，伊苏瓦尔成为多姆山省的一个副省会。工业革命期间，随着铁路的建成，伊苏瓦尔成为一个区域性的工商业中心。二战后，伊苏瓦尔出现了航空制造工业。

## 地理

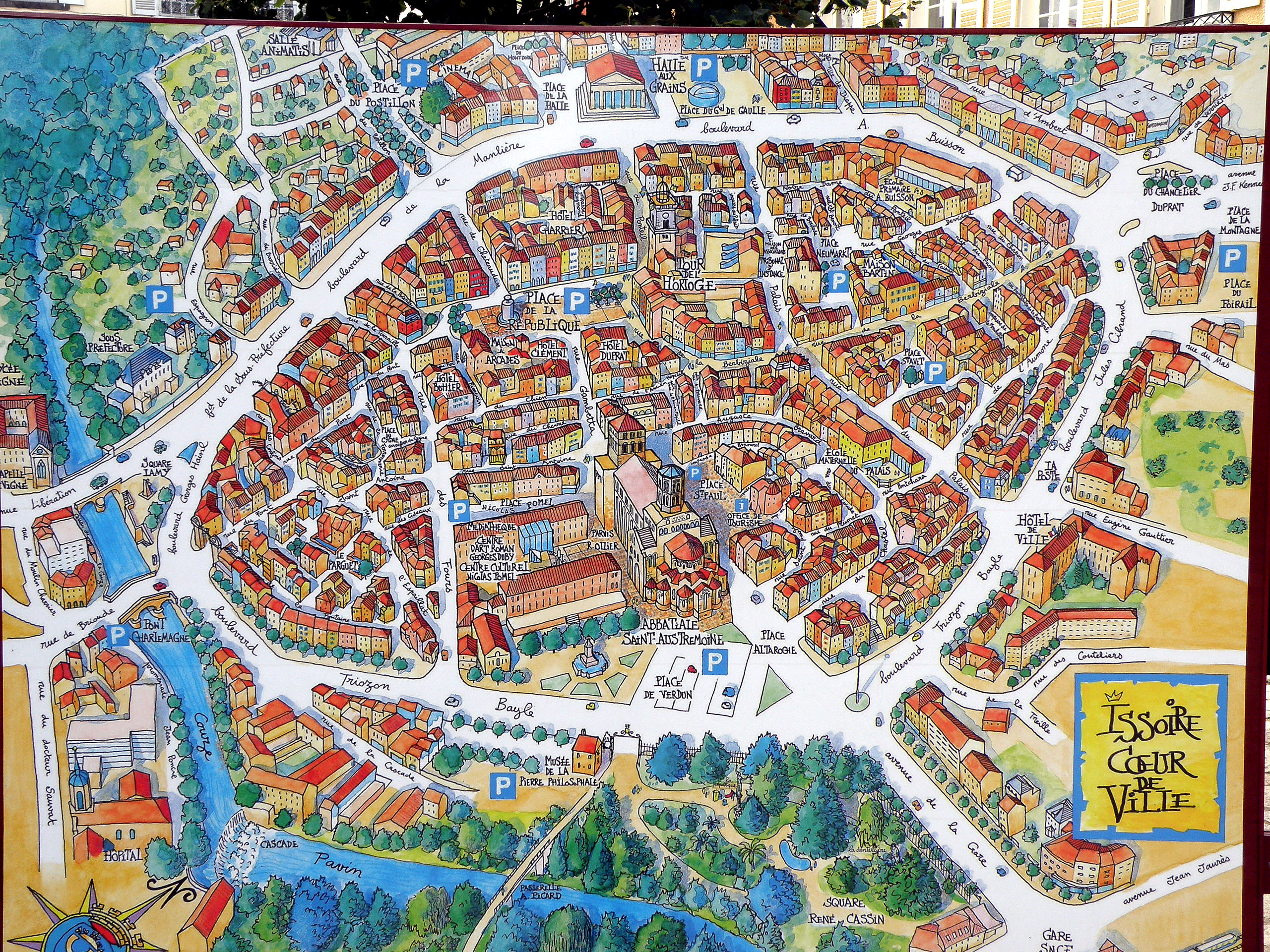
伊苏瓦尔手绘图

伊苏瓦尔位于法国中南部，奥弗涅-罗讷-阿尔卑斯大区西南部和多姆山省南部，距离省会克莱蒙费朗大约37公里。与伊苏瓦尔接壤的市镇包括：贝尔戈讷、勒布罗克、奥尔贝伊、帕尔迪讷、帕朗蒂尼亚、佩里耶、圣伊瓦纳、索利尼亚。

### 地形
伊苏瓦尔位于利马涅平原南部，阿列河的一处冲积平原之上，境内地势平坦，海拔在360到560米之间。

### 水文
伊苏瓦尔位于阿列河左岸，其一级支流库兹帕万河自西向东流经境内。

### 植被
伊苏瓦尔属于温带落叶林区，市区内的主要绿地公园位于库兹帕万河两岸及勒内·卡桑广场（Square René Cassin），均常年免费向公众开放。

### 气候
伊苏瓦尔在柯本气候分类法中属于带有山地特征的温带海洋性气候。
伊苏瓦尔境内设有气象站，以下为该气象站的数据：
| 伊苏瓦尔1981年－2019年 | 伊苏瓦尔1981年－2019年 | 伊苏瓦尔1981年－2019年 | 伊苏瓦尔1981年－2019年 | 伊苏瓦尔1981年－2019年 | 伊苏瓦尔1981年－2019年 | 伊苏瓦尔1981年－2019年 | 伊苏瓦尔1981年－2019年 | 伊苏瓦尔1981年－2019年 | 伊苏瓦尔1981年－2019年 | 伊苏瓦尔1981年－2019年 | 伊苏瓦尔1981年－2019年 | 伊苏瓦尔1981年－2019年 | 伊苏瓦尔1981年－2019年 |
| 月份                   | 1月                    | 2月                    | 3月                    | 4月                    | 5月                    | 6月                    | 7月                    | 8月                    | 9月                    | 10月                   | 11月                   | 12月                   | 全年                   |
| ---------------------- | ---------------------- | ---------------------- | ---------------------- | ---------------------- | ---------------------- | ---------------------- | ---------------------- | ---------------------- | ---------------------- | ---------------------- | ---------------------- | ---------------------- | ---------------------- |
| 历史最高温 °C（°F）    | 21.6 (70.9)            | 23.4 (74.1)            | 26.5 (79.7)            | 29.1 (84.4)            | 33.9 (93.0)            | 38.7 (101.7)           | 40.3 (104.5)           | 40.1 (104.2)           | 34.8 (94.6)            | 29.7 (85.5)            | 25 (77)                | 19.1 (66.4)            | 40.3 (104.5)           |
| 平均高温 °C（°F）      | 7.6 (45.7)             | 9.5 (49.1)             | 13.4 (56.1)            | 16.5 (61.7)            | 21.3 (70.3)            | 25.3 (77.5)            | 27.4 (81.3)            | 27 (81)                | 22.8 (73.0)            | 18.1 (64.6)            | 11.2 (52.2)            | 7.6 (45.7)             | 17.3 (63.1)            |
| 日均气温 °C（°F）      | 3.5 (38.3)             | 4.7 (40.5)             | 7.7 (45.9)             | 10.5 (50.9)            | 14.8 (58.6)            | 18.5 (65.3)            | 20.3 (68.5)            | 20.1 (68.2)            | 16.2 (61.2)            | 12.8 (55.0)            | 7.2 (45.0)             | 3.8 (38.8)             | 11.7 (53.1)            |
| 平均低温 °C（°F）      | −0.6 (30.9)            | 0 (32)                 | 1.9 (35.4)             | 4.5 (40.1)             | 8.4 (47.1)             | 11.6 (52.9)            | 13.2 (55.8)            | 13.1 (55.6)            | 9.7 (49.5)             | 7.5 (45.5)             | 3.2 (37.8)             | 0.1 (32.2)             | 6.1 (43.0)             |
| 历史最低温 °C（°F）    | −17.6 (0.3)            | −17.1 (1.2)            | −15.1 (4.8)            | −10.8 (12.6)           | −1.2 (29.8)            | 1.5 (34.7)             | 4.3 (39.7)             | 2.2 (36.0)             | 0.5 (32.9)             | −9.1 (15.6)            | −11.5 (11.3)           | −15.8 (3.6)            | −17.6 (0.3)            |
| 平均降水量 mm（）      | 28.5 (1.12)            | 23 (0.9)               | 31.3 (1.23)            | 59.5 (2.34)            | 75.3 (2.96)            | 63.2 (2.49)            | 55.4 (2.18)            | 75.6 (2.98)            | 59.6 (2.35)            | 65.2 (2.57)            | 53.6 (2.11)            | 34 (1.3)               | 624.2 (24.57)          |
| 月均日照時數           | 86.9                   | 105.9                  | 156.4                  | 167.5                  | 201.5                  | 251.1                  | 258.8                  | 220.2                  | 173.7                  | 129.6                  | 77.7                   | 67.7                   | 1,897                  |
| 来源：infoclimat.fr    |                        |                        |                        |                        |                        |                        |                        |                        |                        |                        |                        |                        |                        |

## 行政区划
伊苏瓦尔是法国奥弗涅-罗讷-阿尔卑斯大区多姆山省的一个市镇，编号为63178，它也是多姆山省的一个副省会。伊苏瓦尔下辖伊苏瓦尔区，管理伊苏瓦尔县，同时也是伊苏瓦尔地区城市圈公共社区的办公驻地。
法国国家统计与经济研究所（简称）在进行数据统计时，将伊苏瓦尔及相邻佩里耶设为伊苏瓦尔城市核心区，并将包括核心区在内的周边共28个市镇划为伊苏瓦尔城市区。同时，还将伊苏瓦尔市镇分为了8个“块区”（IRIS），以便于统计人口分布情况。

## 交通

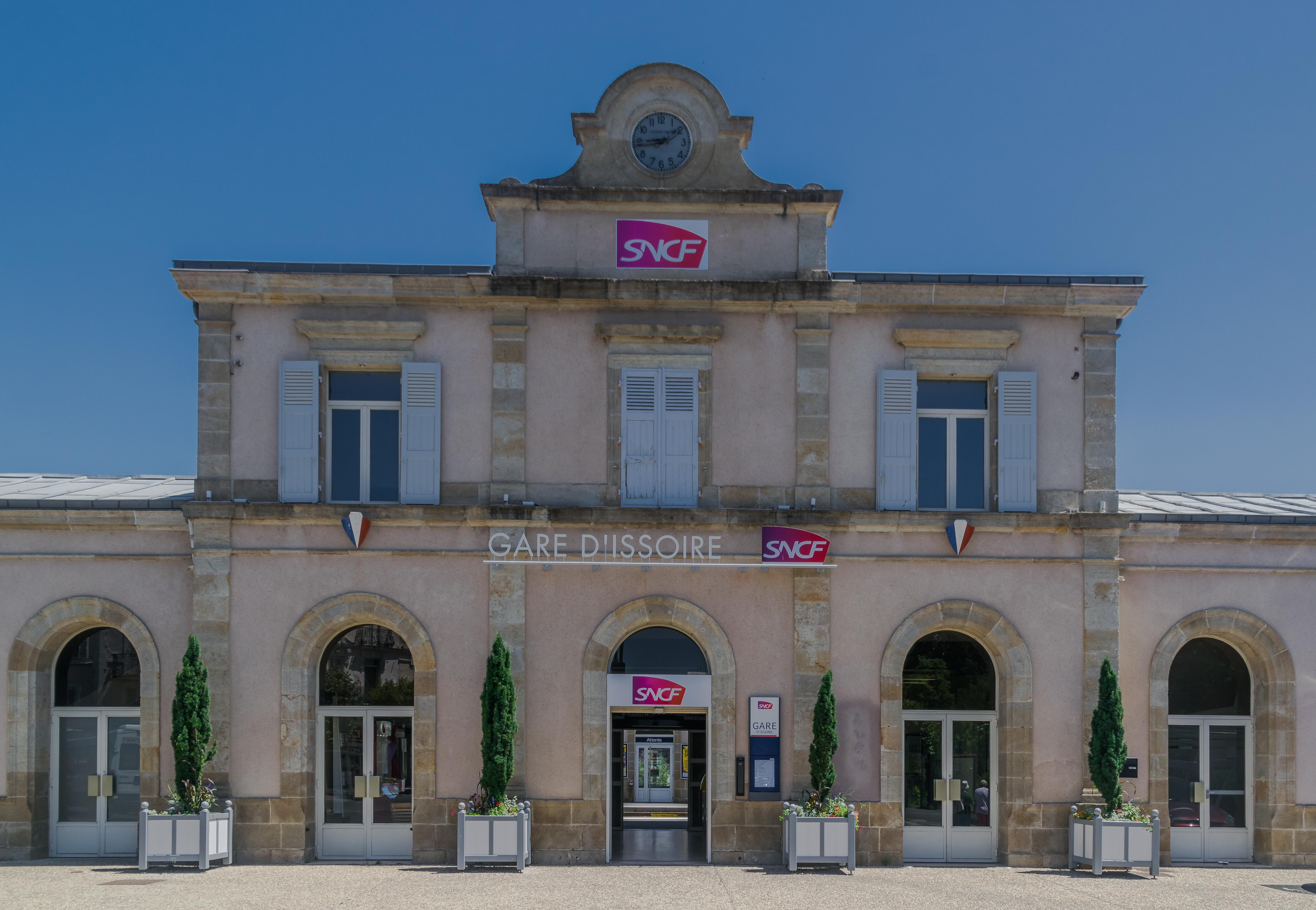
伊苏瓦尔火车站

### 公路
法国A75高速公路从市区东部过境，通过11、12、13和14四个出入口与市区连接，此外多条多姆山省省道在伊苏瓦尔境内交汇，有校车线路可前往周边部分市镇。
2016年，67.7%的伊苏瓦尔家庭拥有至少一辆的私人汽车。同年，伊苏瓦尔境内共发生各类交通事故8起，造成9人受伤。

### 铁路
伊苏瓦尔位于圣日耳曼代福塞－尼姆铁路上。伊苏瓦尔站位于市区东部，停靠由克莱蒙费朗南下前往欧里亚克、勒皮、尼姆、贝济耶、布里尤德等方向的列车，此外也有少量列车向北延伸至克莱蒙费朗以远，可达维希、穆兰等地。

### 航空
伊苏瓦尔附近设有伊苏瓦尔-勒布罗克飞行场，是一个开放式的停机坪。距离伊苏瓦尔最近的民用航空站为克莱蒙费朗机场，距离伊苏瓦尔市中心约42公里。

### 城市公共交通
伊苏瓦尔暂无城市公共交通系统。

## 政治

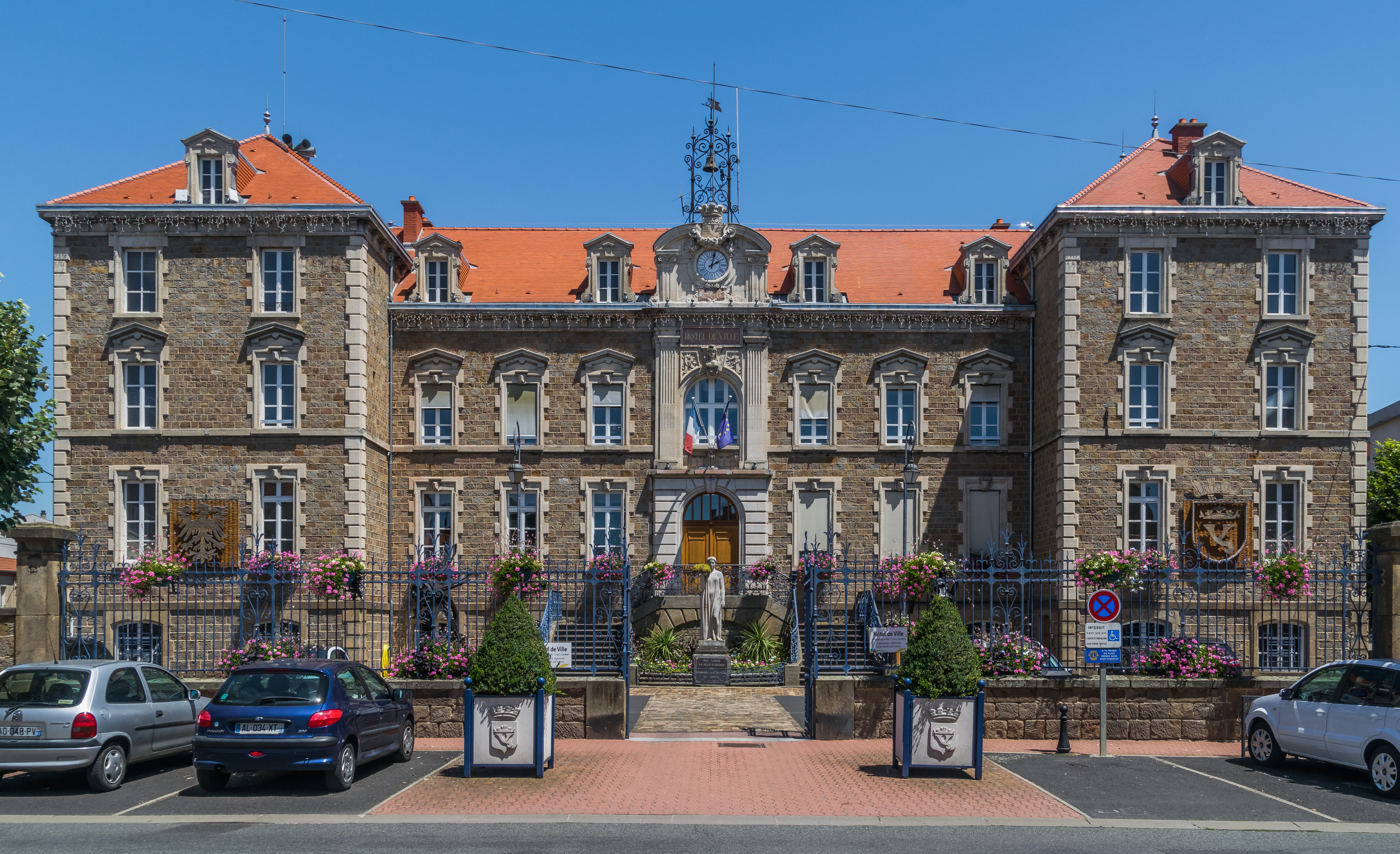
伊苏瓦尔市政厅

伊苏瓦尔的现任市长为贝特朗·巴罗先生（Bertrand Barraud），他在2020年的市政选举中获得了66.73%的支持率。
在2017年的法国总统大选中，法国第25任总统埃马纽埃尔·马克龙在伊苏瓦尔获得了69.58%的支持率。
| 伊苏瓦尔历届市长 |                 |                                  |
| 任期             | 市长            | 党派                             |
| 1944年－1945年   | 乔治·比安费     | 不详                             |
| 1945年－1947年   | 雅克·韦尼埃     | 不详                             |
| 1947年－1953年   | 让·比戈         | 不详                             |
| 1953年－1965年   | 阿尔弗雷德·拉米 | 不详                             |
| 1965年－1968年   | 安托南·盖亚尔   | RAD激进党                        |
| 1968年－1971年   | 让·蓬西         | 不详                             |
| 1971年－1977年   | 让·格罗利耶     | RI独立激进党 →UDF法国民主联盟    |
| 1977年－1989年   | 雅克·拉韦德里纳 | PS社会党                         |
| 1989年－2008年   | 皮埃尔·帕斯卡隆 | RPR保衛共和聯盟 →UMP人民运动联盟 |
| 2008年－2014年   | <雅克·马涅      | PS社会党                         |
| 2014年－         | 贝特朗·巴罗     | UMP人民运动联盟 →LR共和黨        |

## 人口
2017年，伊苏瓦尔市镇人口数量为14,822，在法国排名第647位。其中男性6,964人，女性7,698人，75岁及以上人口占11.5%，外籍人口数量为312人，人口密度为753人/平方公里，当地居民被称为（男性）或（女性）。2018年，伊苏瓦尔境内出生150人，死亡人口195人。
| 年份   | 1936  | 1946  | 1954  | 1962   | 1968   | 1975   | 1982   | 1990   | 1999   | 2006   | 2011   | 2016   | 2017   |
| ------ | ----- | ----- | ----- | ------ | ------ | ------ | ------ | ------ | ------ | ------ | ------ | ------ | ------ |
| 人口數 | 6,421 | 7,115 | 8,541 | 10,454 | 11,886 | 13,673 | 13,674 | 13,559 | 13,773 | 14,016 | 14,170 | 14,662 | 14,822 |

## 经济
伊苏瓦尔是一个区域性的中心城市，当地共有各类用人单位2,157家，平均历史为16年，行政、物流、医疗及社会服务是当地的主要就业岗位类型。

## 财政收入
2018年，伊苏瓦尔的财政收入总额为22,510,900欧元，财政支出总额为19,374,100欧元，当年的债务总额为22,742,900欧元。
2014年，伊苏瓦尔的人均月收入总额为2,475欧元，其中高职人员为4,149欧元，普通职员为1,802欧元。
2016年，伊苏瓦尔境内的青壮年（15至64岁）失业率为14.7%，当地39.7%的家庭拥有纳税资格。

## 社会事务

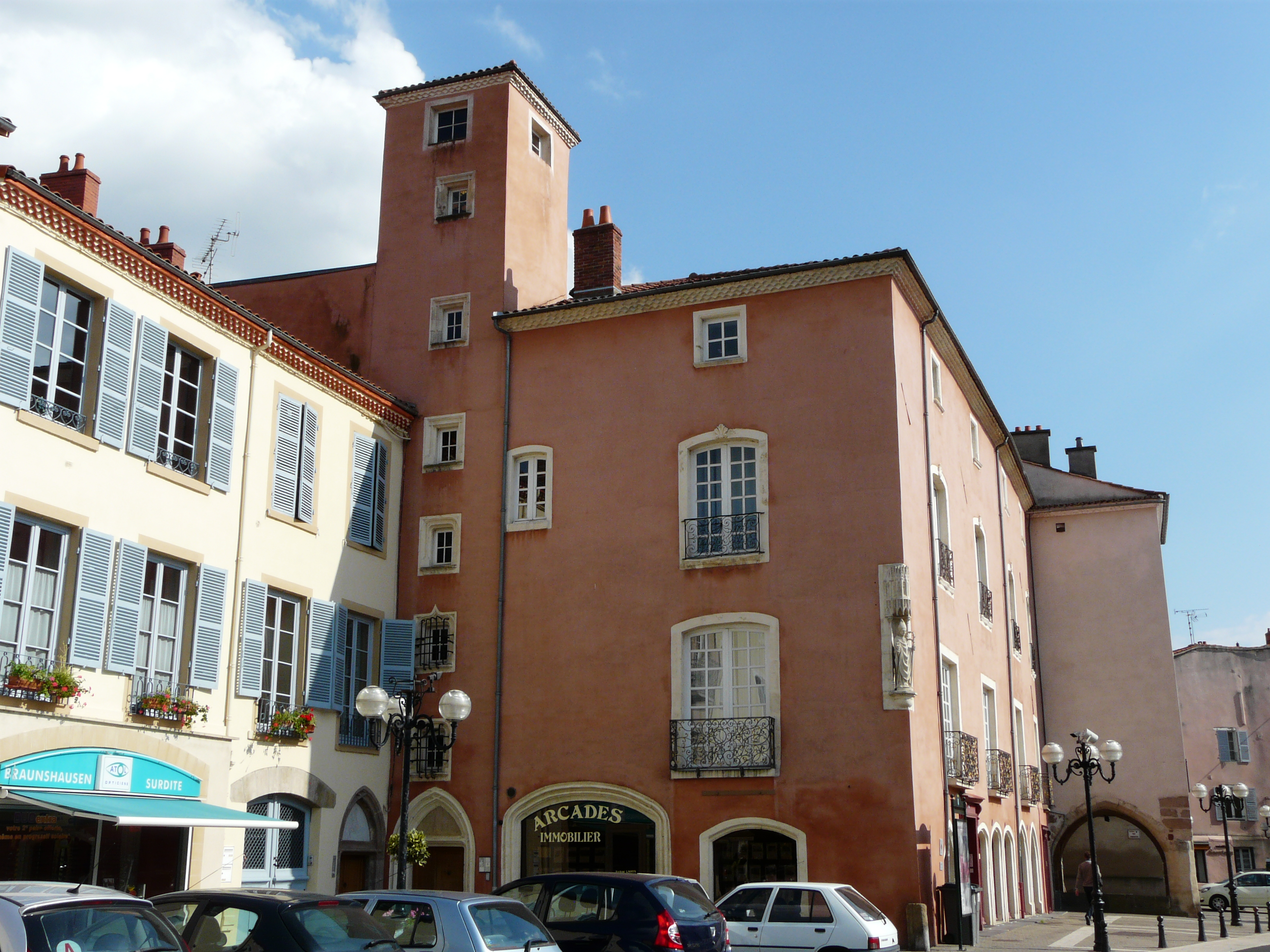
伊苏瓦尔老城民居

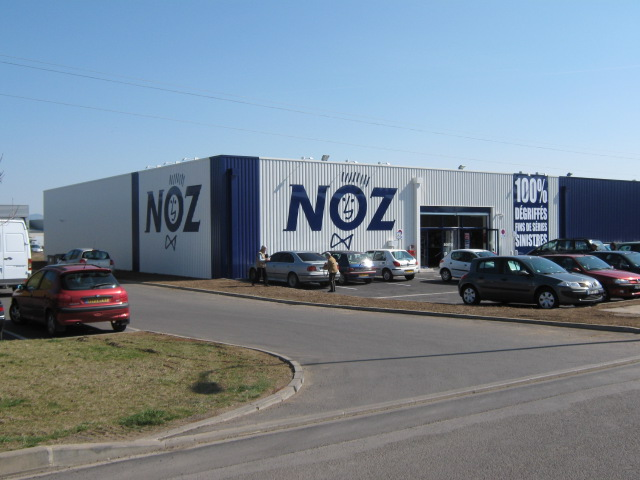
伊苏瓦尔附近的一处大型商场

### 教育
伊苏瓦尔属于克莱蒙费朗学区。截止2018年1月1日，伊苏瓦尔境内共有5所幼儿园、6所小学、3所初级中学、2所普通高中和1所职业高中。2018至2019学年度，伊苏瓦尔境内共有在校中小学生2,531名。

### 医疗
截止2018年1月1日，伊苏瓦尔境内共有全科医生25名、保健师36名、牙医29名、护士41名、眼科医生3名、皮肤科医生2名、助产士3名、儿科医生1名和妇科医生2名。境内共有药房8家，养老院3家，残疾人帮扶中心2家。
伊苏瓦尔中心医院（Centre Hospitalier d'Issoire）位于伊苏瓦尔市区，设有床位249个，是当地规模最大的公立综合性医院。

### 住房
2016年，伊苏瓦尔境内共有各类住房8,663套，其中82.4%为常住房屋。集中式居民区主要分布在市区西北部，规模较小。

### 商业
2017年，伊苏瓦尔境内共有各类商铺1,147家，其中餐饮服务类489家。市区东北部部建有大型开放式商业街区。

### 体育
2018年，伊苏瓦尔境内共有2家游泳池、6间健身房、1座综合体育场、11处网球场、1处马术场、4处足球或橄榄球场以及5处篮球或排球场。
伊苏瓦尔橄榄球体育会是当地的一支橄榄球俱乐部，成立于1910年，该俱乐部获得了2018至2019赛季法国橄榄球丁级联赛的第八组冠军，2020至2021赛季参加法国橄榄球第三梯队的比赛。
伊苏瓦尔体育俱乐部（US Issoire）是当地的一支足球队，2020至2021赛季参加区域性的足球联赛。

### 环境
伊苏瓦尔的环境事务由其所属的公共社区负责。2017年，伊苏瓦尔境内共有2家污染企业。

### 治安
2014年，伊苏瓦尔及附近地区共发生各类案件1,483起，其中盗窃类案件874起，经济类案件151起，毒品交易类案件82起。

## 文化

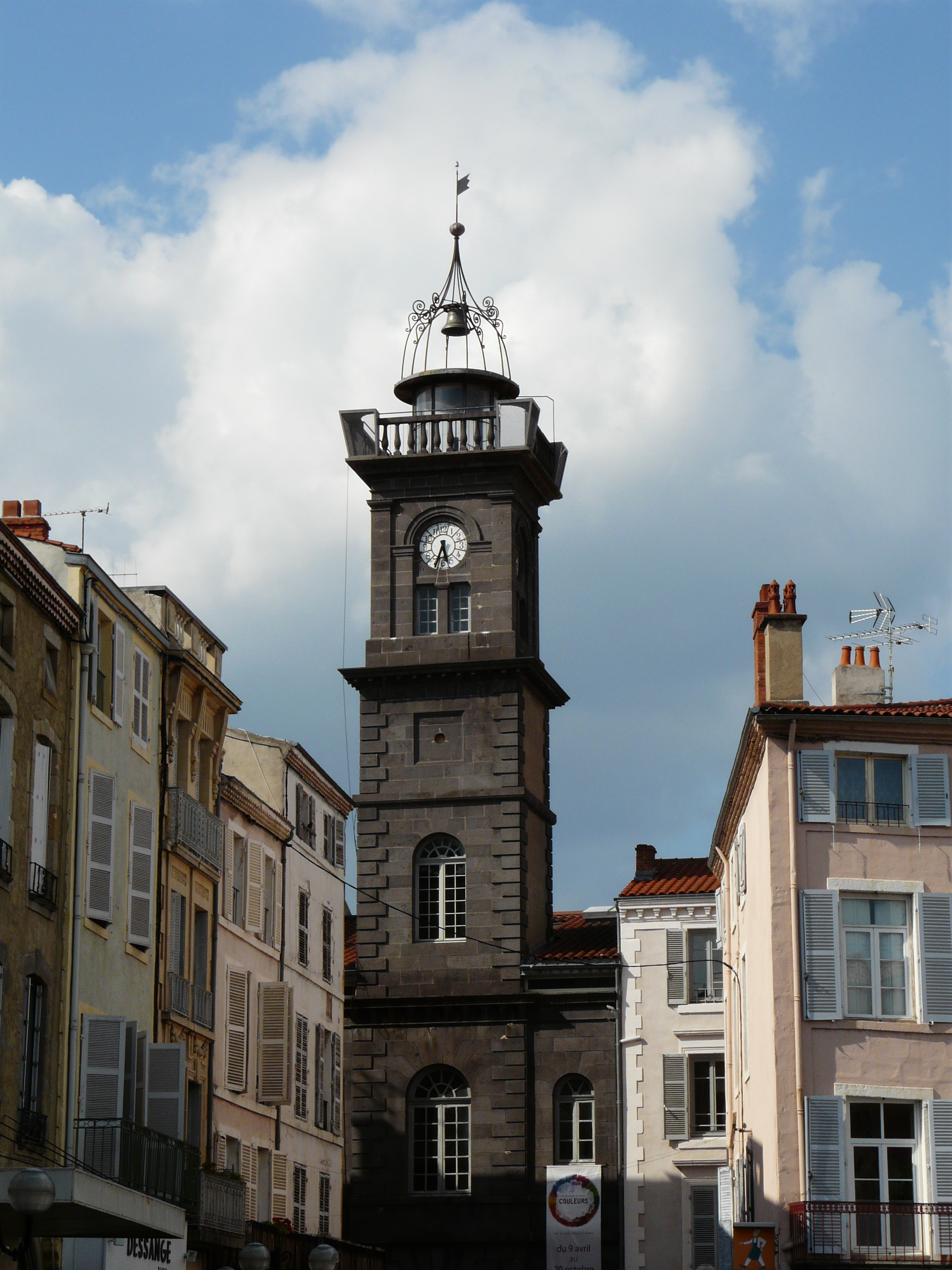
伊苏瓦尔钟楼

2018年，伊苏瓦尔境内共有1个电影院。伊苏瓦尔市政府提供多媒体中心，向公众全年开放。

### 建筑
伊苏瓦尔境内有多处法国国家文物保护单位，其中伊苏瓦尔圣奥德莫紐堂、伊苏瓦尔高岸城堡及伊苏瓦尔钟楼（Tour de l'Horloge）等为当地的代表性建筑物。

### 旅游
2020年，伊苏瓦尔境内共有8个宾馆共计297间房间，另有1个露营地，可容纳共146辆露营车。

### 媒体
法国主要的媒体均可在伊苏瓦尔接收，法国电视三台下属的奥弗涅-罗讷-阿尔卑斯大区频道在部分时段播出伊苏瓦尔所属区域的地方新闻。

## 友好城市
截至2020年5月，伊苏瓦尔共与两座城市互为友好城市关系：
- 德国 诺伊马克特
- 義大利 韦罗利